# Conclave de 1799-1800
Le conclave de 1799/1800 (ou conclave de Venise) fait suite au décès du pape Pie VI le 29 août 1799 et conduit à la désignation comme pape de Giorgio Barnaba Luigi Chiaramonti, qui choisit comme nom Pie VII, le 14 mars 1800. Tenu à Venise, c'est le dernier conclave à s'être tenu hors de Rome. L'invasion des États pontificaux et l'incarcération de Pie VI sous le Directoire lui donnent un contexte tendu.

## Contexte historique

### Le pape Pie VI, le pape qui avait fini par condamner la Révolution
Pie VI avait succédé à Clément XIV. Ce pape, en 1773, avait promis aux souverains absolus qui se partageaient l'Europe la dissolution des Jésuites, par le bref Dominus ac Redemptor. Pie VI, son successeur, supposé plus favorable aux jésuites, voire plus libéral, avait été en difficulté face à ces souverains et, en particulier, avec Joseph II, qui faisait des réformes en opposition avec certains pouvoirs du pape en son Empire. Mais la Révolution française, qui détruisit rapidement le pouvoir temporel de l'Église en France (confiscation des biens du clergé, annexion d'Avignon), qui proclama la Liberté (en particulier celle de religion) comme fondement des droits, et qui brûla rapidement l'effigie du pape, avant de pourchasser son clergé pendant la Terreur, fit de Pie VI un pape combatif contre le libéralisme : attaqué en ses États à cause de l'assassinat d'un agent républicain à Rome Hugou Basseville (en janvier 1793), il entra dans la première coalition contre la Première République.

### La situation des États du pape

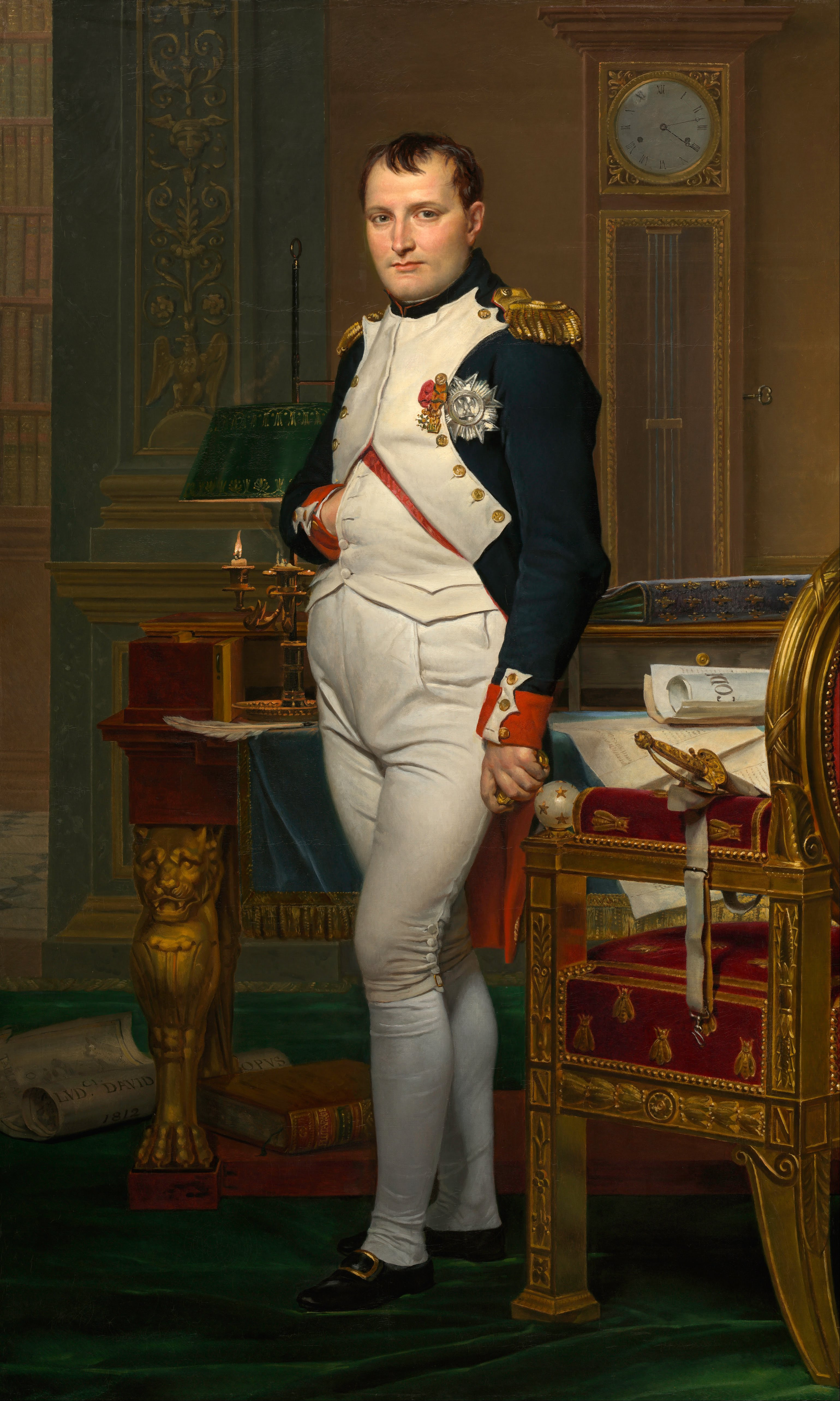
Bonaparte

La défaite des troupes papales en 1796 face à Napoléon Bonaparte à Ancône et Loreto entraîna des négociations (Napoléon ayant choisi de ne pas heurter la population catholique en risquant une entrée dans Rome, pourtant ordonnée par le Directoire. La paix de Tolentino le 10 février fit perdre la Romagne annexée par la République cispadane (fondée en décembre 1796 avec la Reggio, Modène, Bologne et Ferrare). Mais la contre-attaque russe en Italie du nord, et une émeute antifrançaise à l'ambassade durant laquelle le général Mathurin-Léonard Duphot servirent de détonateur à l'invasion de Rome conduite par Louis Alexandre Berthier le 13 février 1798, proclamant sans opposition une République romaine, ce qui revenait à ôter au pape son pouvoir séculaire. Le refus du pape entraîna son emprisonnement le 20 février vers Sienne, puis dans Certosa près de Florence. Mais lorsque la France déclara la guerre à la Toscane, le pape, de plus en plus affaibli, puis malade, dut quitter Florence pour des emprisonnements à Parme, Piacenza, Turin, Grenoble puis pour la citadelle de Valence, où il mourut le 29 août 1799.

## Le conclave

### Un conclave atypique, sous la pression de l'Autriche
Sans pouvoir temporel, sans États pontificaux, les cardinaux eurent du mal à trouver un lieu sécurisé. Ils suivirent à la lettre les ordonnances ecclésiastiques de Pie VI qui avait prévu la situation l'année précédente, stipulant que le conclave se tiendrait dans la ville ayant le plus de cardinaux dans sa population. Ce fut donc à Venise dans la chapelle nocturne du monastère San Giorgio que le conclave se tint aux frais de l'archiduc François II d'Autriche dont Venise dépendait. Cela mit les cardinaux sous sa dépendance.

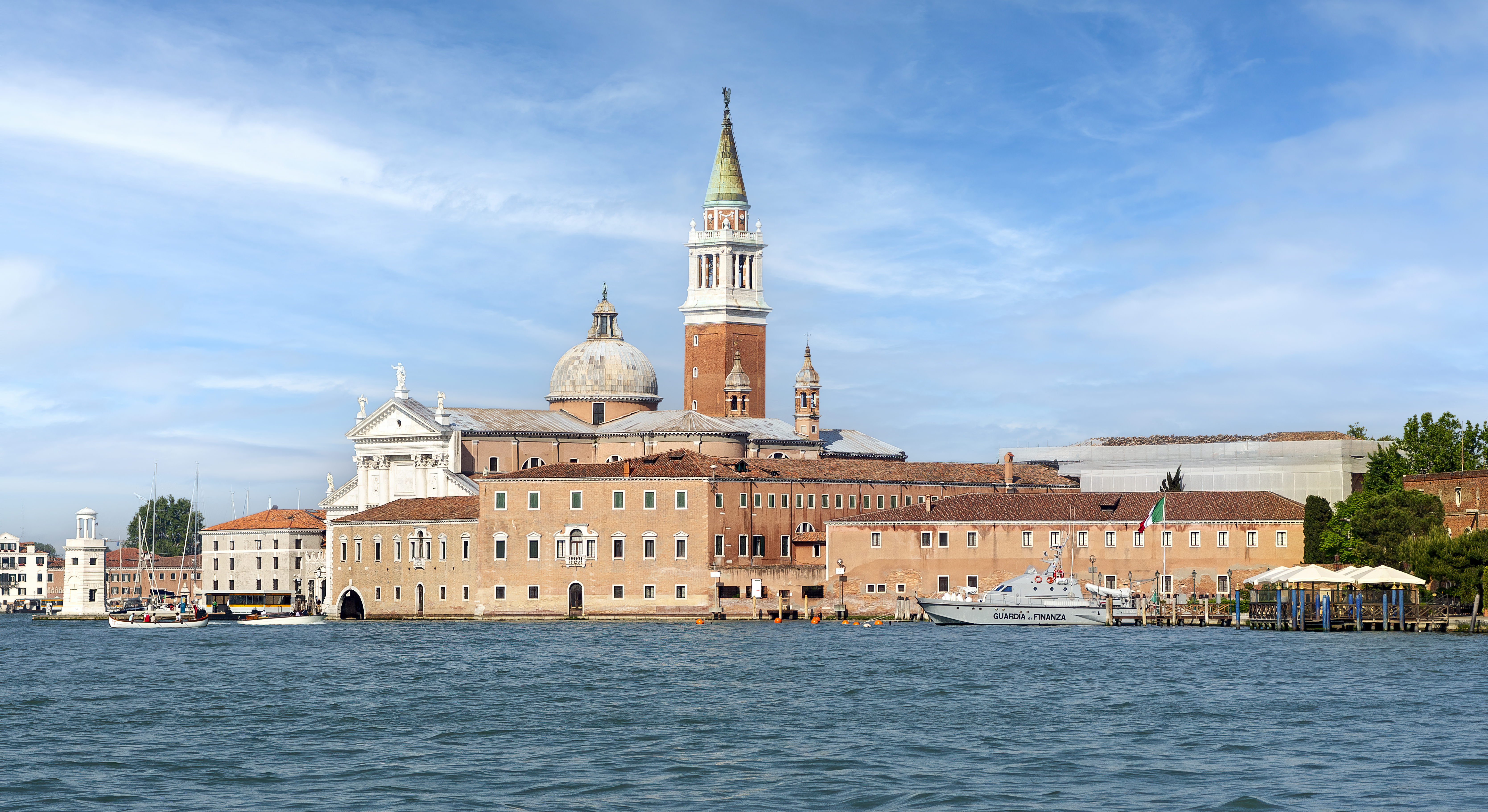
San Giorgio, Venise : lieu du conclave

Entre le 30 novembre 1799 et mars 1800, l'assemblée qui, à cause du conflit, ne comptait que trente quatre cardinaux présents (trente cinq avec l'arrivée tardive de Franziskus Herzan von Harras commissaire impérial de François II) ne parvint pas à départager trois candidats, en grande partie à cause des veto autrichiens.
Au début du conclave, pourtant, le Sacré collège, en faible effectif (le plus petit depuis 1534) ne semblait pas divisé : Ercole Consalvi fut choisi comme secrétaire du conclave presque à l'unanimité (cela lui procura une importance déterminante dans l'élection du nouveau pape) et Carlo Bellisomi semblait devoir être facilement élu avec le support large des cardinaux qui voulaient trouver un compromis avec les forces issues de la Révolution française.
Mais son impopularité auprès des cardinaux autrichiens lui valut le veto de l'Autriche qui cherchait à faire élire Alessandro Mattei représentant du camp conservateur favorable à la restauration des États de l'Église et désireux d'effacer les effets de la Révolution française. Pourtant, Mattei ne parvint pas à atteindre la majorité nécessaire en particulier à cause de la présence d'un troisième papabile Hyacinthe Sigismond Gerdil, CRSP qui fut aussi frappé de veto par l'Autriche. Le 12 décembre le cardinal František Herzan von Harras annonça même que l'empereur François II posait son veto contre tous les cardinaux de France, Espagne, Naples, Gênes et du royaume de Sardaigne. En réponse, Mattei fut à son tour frappé du veto du roi Charles IV d'Espagne. Au bout de trois mois de blocage (durée exceptionnelle), le cardinal Maury, personnalité neutre, suggéra Chiaramonti qui, avec le support du puissant secrétaire du conclave, obtint enfin la majorité requise, le 14 mars 1800.

### Le nouveau pape, homme de compromis
Le Comte Barnaba Luigi Chiaramonti était alors l'évêque d'Imola dans la République subalpine où il avait conservé sa place après l'invasion des armées de Bonaparte en 1797 à la suite d'un discours célèbre dans lequel il avait déclaré que « les bons chrétiens pouvaient faire de bons démocrates », discours que Bonaparte avait alors qualifié de « jacobin. » Quoique ne pouvant empêcher la confiscation des biens d'Église il avait ainsi réussi à maintenir le clergé, au contraire de ce qui s'était passé dans la République française.
La cérémonie de couronnement n'avait pas été prévue à Venise, où elle fut hâtivement réalisée, avec, en particulier, une tiare en papier mâché confectionnée dans l'urgence vu la pénurie d'orfèvrerie et de bijoux.

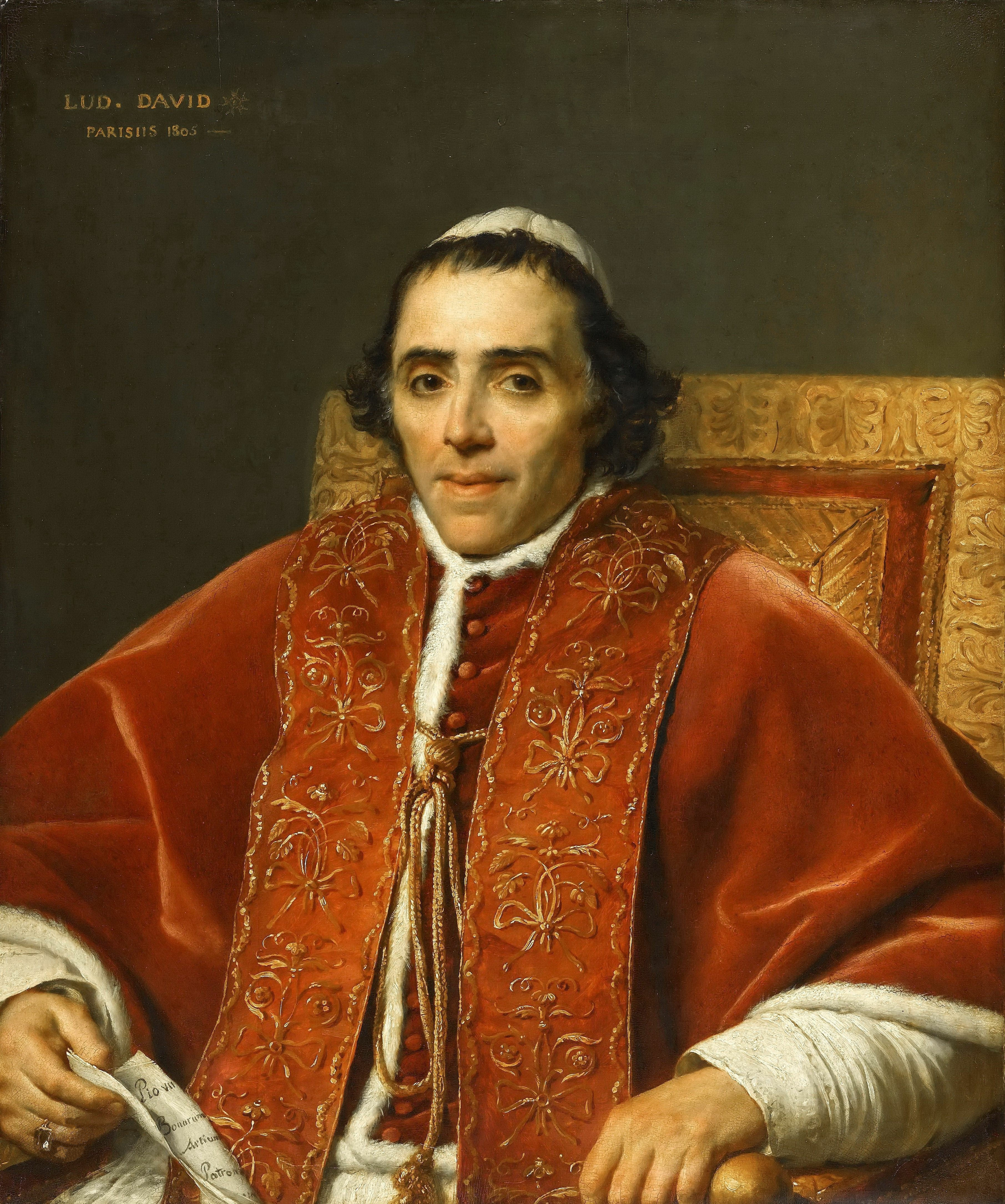
Pie VII par David

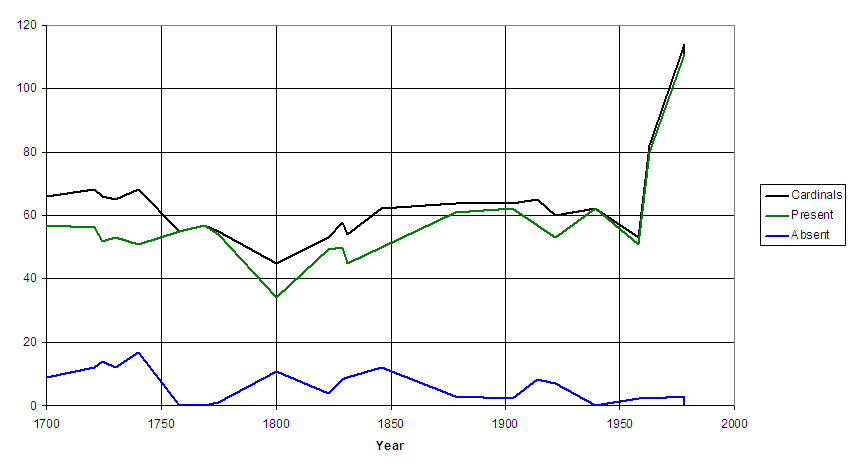
Graphique indiquant le nombre de cardinaux présents et absents, aux conclaves depuis 1700

## Liste des participants
- Gian Francesco Albani, da Urbino, évêque d'Ostie et Velletri
- Henry Benedict Stuart, évêque de Frascati
- Leonardo Antonelli, évêque de Palestrina
- Luigi Valenti Gonzaga, évêque de Albano
- Francesco Carafa della Spina di Traetto
- Francesco Saverio de Zelada
- Guido Calcagnini, évêque de Osimo et Cingoli
- Bernardino Honorati, évêque de Senigallia
- Andrea Gioannetti, archevêque de Bologne
- Hyacinthe Sigismond Gerdil, CRSP
- Carlo Giuseppe Filippa della Martiniana, évêque de Vercelli
- Alessandro Mattei
- Franziskus Herzan von Harras
- Giovanni Andrea Archetti, archevêque-évêque de Ascoli Piceno
- Giuseppe Maria Doria Pamphili
- Gregorio Barnaba Chiaramonti, OSB, évêque d'Imola (élu pape Pie VII)
- Carlo Bellisomi, évêque de Cesena
- Francisco Antonio de Lorenzana, archevêque de Tolède, Espagne
- Ignazio Busca
- Stefano Borgia
- Giovanni Battista Caprara
- Antonio Dugnani
- Ippolito-Antonio Vincenti-Mareri
- Jean-Sifrein Maury, archevêque de Paris, France
- Giovanni Battista Bussi de Pretis, évêque de Jesi
- Francesco Maria Pignatelli
- Aurelio Roverella
- Giulio Maria della Somaglia
- Antonio Maria Doria Pamphilj
- Romoaldo Braschi-Onesti
- Filippo Carandini
- Ludovico Flangini Giovanelli
- Fabrizio Dionigi Ruffo
- Giovanni Rinuccini

### Liste des absents
- Christoph Bartholomäus Anton Migazzi, archevêque de Vienne, Autriche
- Dominique de La Rochefoucauld, archevêque de Rouen, France
- Jean-Henri de Frankenberg, archevêque de Malines, Belgique
- Louis-René-Édouard de Rohan-Guéménée, archevêque de Strasbourg
- Giuseppe Maria Capece Zurlo, Théat., archevêque de Naples
- Vincenzo Ranuzzi, évêque d'Ancone et Umana
- Muzio Gallo
- Carlo Livizzani Forni
- José Francisco de Mendoça Valdereis, patriarche de Lisbone, Portugal
- Antonio de Sentmenat y Castellá,  patriarche des Indes occidentales, Espagne
- Louis-Joseph de Montmorency-Laval